# Яджнавалкя
Яджнавалкя (याज्ञवल्क्य) е името на няколко древноиндийски учители, които живеят в различни периоди. Най-известният от тях е адепт на Брихадараняка-упанишад, който учи на доктрините на прераждането. Векове по-късно друг Яджнавалкя написва труд по право и етика, който се казва Яджнавалкя-смрити и е създаден около 3 век пр.н.е. Терминът е използван и в Яджнавалкя-упанишад, която е написана около 1400 година и спада към жанра Санняса-Упанишадите.
Освен това Яджнавалкя е името на един йогически адепт, който е споменаван често или цитиран в по-късни Упанишади. Има съмнения, че точно той е авторът на Йога-Яджнавалкя-самхита. Според индийската традиция той е легендарен мъдрец от Ведическата цивилизация и ученик на ведическия мъдрец Вайшампаяна.